# Cary Joji Fukunaga

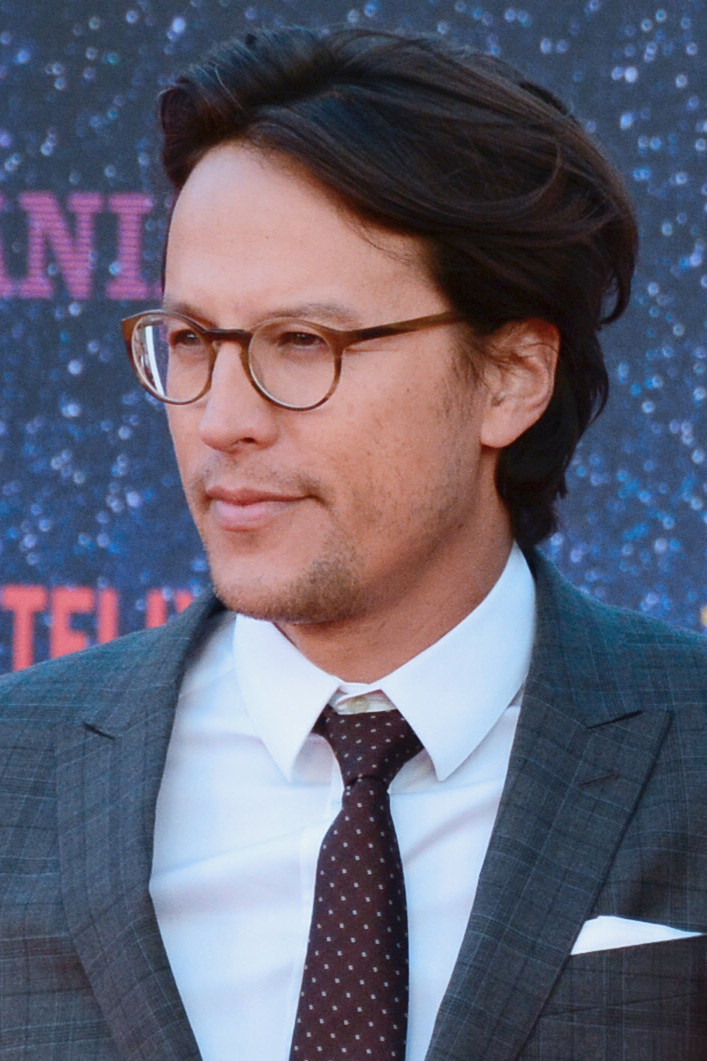
Cary Fukunaga (2018)

Cary Joji Fukunaga (* 10. Juli 1977 in Oakland, Kalifornien) ist ein US-amerikanischer Regisseur, Drehbuchautor, Kameramann und Filmproduzent.

## Leben
Der in Kalifornien als Sohn eines japanischstämmigen Vaters und einer schwedischstämmigen Mutter geborene Fukunaga wuchs in verschiedenen Orten in der San Francisco Bay Area auf. Fukunaga absolvierte ein Studium an der University of California, Santa Cruz, das er mit einem Bachelor of Arts in Geschichtswissenschaften abschloss.
Seinen Durchbruch hatte Fukunaga 2009 mit dem Film Sin nombre, der die Tätigkeiten der Bande Mara Salvatrucha behandelt. Fukunaga schrieb auch das Drehbuch für den Film und recherchierte mehrere Wochen in Südmexiko. Der Film erhielt zwei Auszeichnungen beim 25th Sundance Film Festival.
Im Jahr 2010 begann er mit einer neuen Verfilmung von Charlotte Brontës Roman Jane Eyre mit Mia Wasikowska und Michael Fassbender in den Hauptrollen. Jane Eyre lief am 11. März 2011 in den amerikanischen und am 1. Dezember 2011 in den deutschen Kinos an.
Im Jahr 2014 übernahm Fukunaga bei allen Folgen der ersten Staffel der HBO-Fernsehserie True Detective die Regie und fungierte zudem als Executive Producer der Serie. Für seine Inszenierung der Episode Who Goes There gewann er 2014 einen Emmy.
Sein auf einem Roman von Uzodinma Iweala basierendes Kriegsdrama Beasts of No Nation mit Idris Elba und Abraham Attah in den Hauptrollen wurde von Netflix erworben. Da Netflix den Film zeitgleich über seinen Aboservice und im Kino veröffentlichte, wodurch das 90-Tage-Auswertungsfenster entfiel, wurde die Kinoveröffentlichung von Fukunagas Film durch die vier größten amerikanischen Kinoketten boykottiert. Beasts of No Nation wurde im September 2015 im Wettbewerb der 72. Internationalen Filmfestspiele von Venedig uraufgeführt.
Für das Jahr 2015 plante Fukunaga eine Neuverfilmung von Stephen Kings Es. Ende Mai 2015 verließ er nach Differenzen mit dem Studio New Line Cinema das Projekt drei Wochen vor dem geplanten Drehbeginn.
2018 inszenierte er für Netflix die auf einer norwegischen Fernsehserie basierende Miniserie Maniac mit Emma Stone und Jonah Hill in den Hauptrollen. Im September des gleichen Jahres wurde Fukunaga als Regisseur des 25. James-Bond-Films Keine Zeit zu sterben bekanntgegeben. Der Film kam pandemiebedingt erst Ende September 2021 in die Kinos.
Im Mai 2022 wurde Fukunaga von drei Schauspielerinnen der sexuellen Belästigung beschuldigt. Weitere negative Aussagen über Fukunagas Verhalten gegenüber Teammitgliedern, insbesondere weiblicher, wurden Ende Mai vom Rolling Stone veröffentlicht.

## Filmografie
Regie
- 2003: Kofi (Kurzfilm)
- 2004: Victoria para chino (Kurzfilm)
- 2009: Sin nombre
- 2011: Jane Eyre
- 2014: True Detective (Fernsehserie, 8 Folgen)
- 2015: Beasts of No Nation
- 2018: Maniac (Fernsehserie, 10 Folgen)
- 2021: James Bond 007: Keine Zeit zu sterben (No Time to Die)
- 2024: Masters of the Air (Miniserie)

Drehbuch
- 2003: Kofi (Kurzfilm)
- 2004: Victoria para chino (Kurzfilm)
- 2009: Sin nombre
- 2015: Beasts of No Nation
- 2017: Es
- 2018: Maniac (Fernsehserie, 10 Folgen)

Produktion
- 2015: Beasts of No Nation
- 2020: Good Joe Bell

## Auszeichnungen
- 2009: Gewinn des Regiepreises und Excellence In Cinematography Award Dramatic für Sin Nombre beim 25. Sundance Film Festival[9]
- 2009: Nominierung für den Independent Spirit Award für Sin Nombre (Beste Regie)
- 2014: Auszeichnung mit dem Emmy in der Kategorie Beste Regie bei einer Dramaserie für True Detective (Episode Who Goes There)